# Brousseval
Brousseval is een gemeente in het Franse departement Haute-Marne (regio Grand Est) en telt 742 inwoners (2005). De plaats maakt deel uit van het arrondissement Saint-Dizier.

## Geografie
De oppervlakte van Brousseval bedraagt 6,0 km², de bevolkingsdichtheid is 123,7 inwoners per km².
De onderstaande kaart toont de ligging van Brousseval met de belangrijkste infrastructuur en aangrenzende gemeenten.

## Demografie
Onderstaande figuur toont het verloop van het inwonertal (bron: INSEE-tellingen).